# Transform (álbum de Powerman 5000)
Transform (em português:  Transformar) é o quinto álbum da banda Powerman 5000, lançado em 20 de Maio de 2003 pela gravadora DreamWorks Records. Esse álbum teve como singles as canções Free e Action, lançadas em 2003. A capa do álbum contém símbolos remanescentes da Anfisbena.
Esse álbum é marcado, tanto musicalmente quanto visualmente, uma mudança evidente desde o antigo tema de ficção científica no qual a banda costumava se basear. A banda compôs canções de um modo mais simples, de um modo mais direto com menos ênfase em elementos industriais e peso. O videoclipe do primeiro single, Free, também demonstrou a mudança relacionada ao visual da banda, que ao invés de trajes espaciais, agora a maioria da banda estão vestidos em jeans enquanto estão tocando em uma sala vermelha coberta de pichações, criando um tipo de ponte com o punk rock.

## Faixas
| N.º | Título                        | Duração |  |
| 1.  | "Assess the Mess"             | 0:32    |  |
| 2.  | "Theme to a Fake Revolution"  | 3:25    |  |
| 3.  | "Free"                        | 3:50    |  |
| 4.  | "Action"                      | 3:38    |  |
| 5.  | "That's Entertainment"        | 3:17    |  |
| 6.  | "A Is for Apathy"             | 4:16    |  |
| 7.  | "Transform"                   | 4:04    |  |
| 8.  | "Top of the World"            | 3:34    |  |
| 9.  | "Song About Nuthin'"          | 3:56    |  |
| 10. | "Stereotype"                  | 3:48    |  |
| 11. | "I Knew It"                   | 3:35    |  |
| 12. | "Hey, That's Right!"          | 3:58    |  |
| 13. | "The Shape of Things to Come" | 3:37    |  |

## Posições nas paradas musicais
| Parada musical (2003)          | Melhor posição |
| ------------------------------ | -------------- |
| Estados Unidos - Billboard 200 | 27             |